# 말로야 팰리스
말로야 팰리스(Maloja Palace)는 스위스 그라우뷘덴주에 있는 생모리츠에서 15km 떨어진 말로야 고개 상단에 있다. 엥가딘과 발브레갈리아은 말로야구의 브레갈리아 시정촌에 있는 작은 마을인 말로야 마을과 매우 가깝다.

## 역사
레네세 백작인 카미유 막시밀리앙 프레데리크(1836년 7월 9일 – 1904년 6월 12일)은 벨기에 건축가 쿠오니와 쥘 로의 디자인을 따라 네오 르네상스 스타일로 호텔을 지었다. 건물은 1882년에 착공되어 1884년 7월 1일에 문을 열었다. 처음에는 Hôtel Kursaal de la Maloja로 이름이 바뀌었고 “말로야 팰리스”로 이름이 바뀌었고 ‘Palace’라는 이름을 가진 최초의 호텔이 되었다. 당시 알프스에서 가장 크고 현대적인 호텔였다.
E자형 건물은 중앙에 쿠션 돔형 지붕이 있는 5개 층으로 구성되어 있으며, 지상 및 최상층의 곡선 창 헤드는 많은 사람들과 공통적으로 수평 스트링 코스의 컬러 프리즈와 마찬가지로 전체적인 막사 같은 외관을 완화한다. 대전 발발 시 더 많은 궁전 호텔. 원래는 300개의 방과 약 450개의 침대, 20개의 공용 공간, 2개의 거대한 식당, 그리고 여름에 라 스칼라 오케스트라의 음악가들이 하루에 2번의 콘서트를 하는 작은 무대가 있는 동등하게 큰 볼룸이 있었다.
말로야 궁전에는 당시 매우 현대적인 전기와 엘리베이터, 오존(초창기 에어컨)이 추가된 공기 정화 시스템, 9홀 골프 코스, 2개의 테니스 코트, 조정 및 실스 호수에 범선을 위한 다르세나가 있었다. 그러나 이 호텔은 개장 4일만에 이웃한 이탈리아에서 콜레라가 창궐하면서 개장 5개월 만에 파산했다.
호텔 기록에는 비토 레체스, 모티머 카네파, 장 헤네시, 페르디난트 폰 체펠린 백작(경화 비행선 발명가), 월터 로스차일드 남작, 아르투로 토스카니니, 클레멘타인 처칠, 사라 베르나르, 아서 코난 도일(셜록 홈즈의 소설가), 프로이센 왕자 루트비히 요르크 폰 바텐부르크 백작, 러시아 왕자 코추베이, 에스테르하치 가문 및 조반니 세간티니 및 1920년경 “말로야의 풍경 : 실스 호수와 말로야 궁전”(Paysage à Maloja: le lac de Sils et le Maloja Palace)을 그린 알베르토 자코메티와 같은 화가들이 있었다.

옛 우편엽서
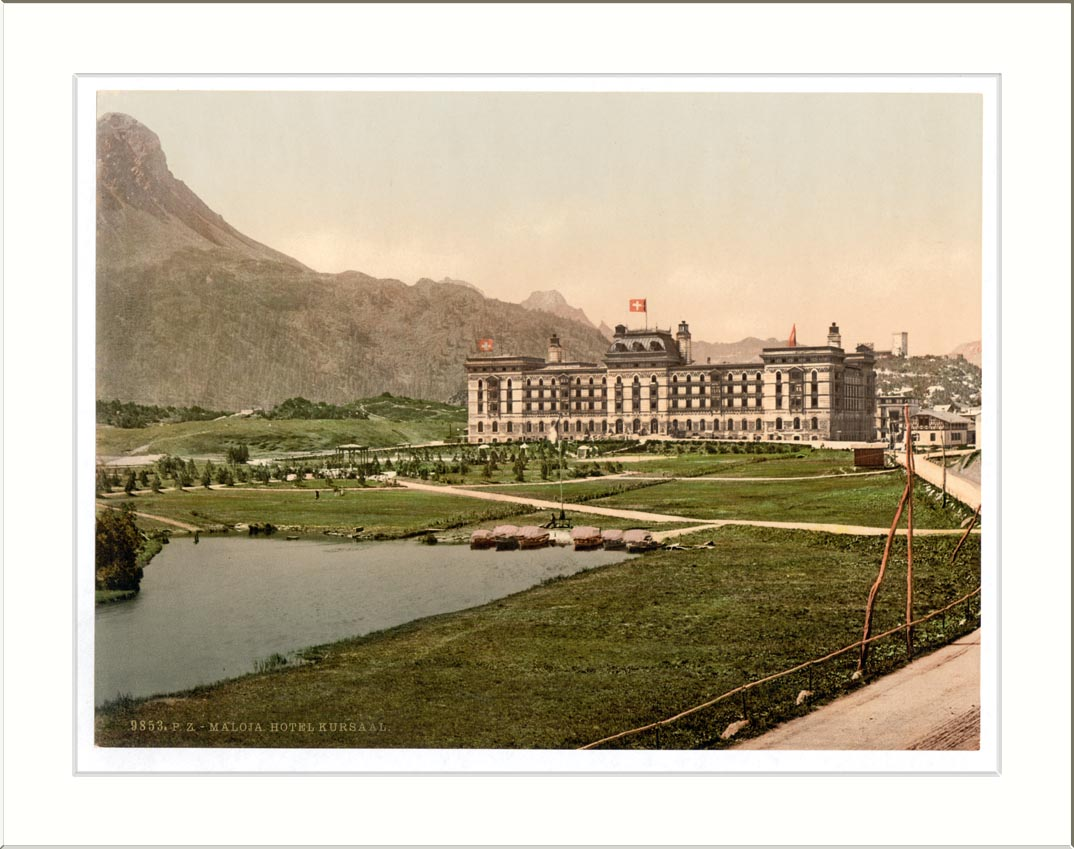
말로야 팰리스 쿠어살
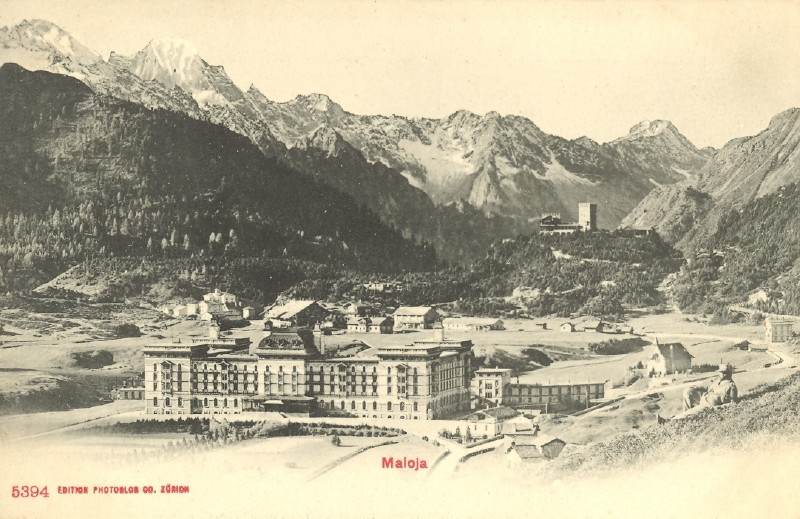
말로야 팰리스 1890
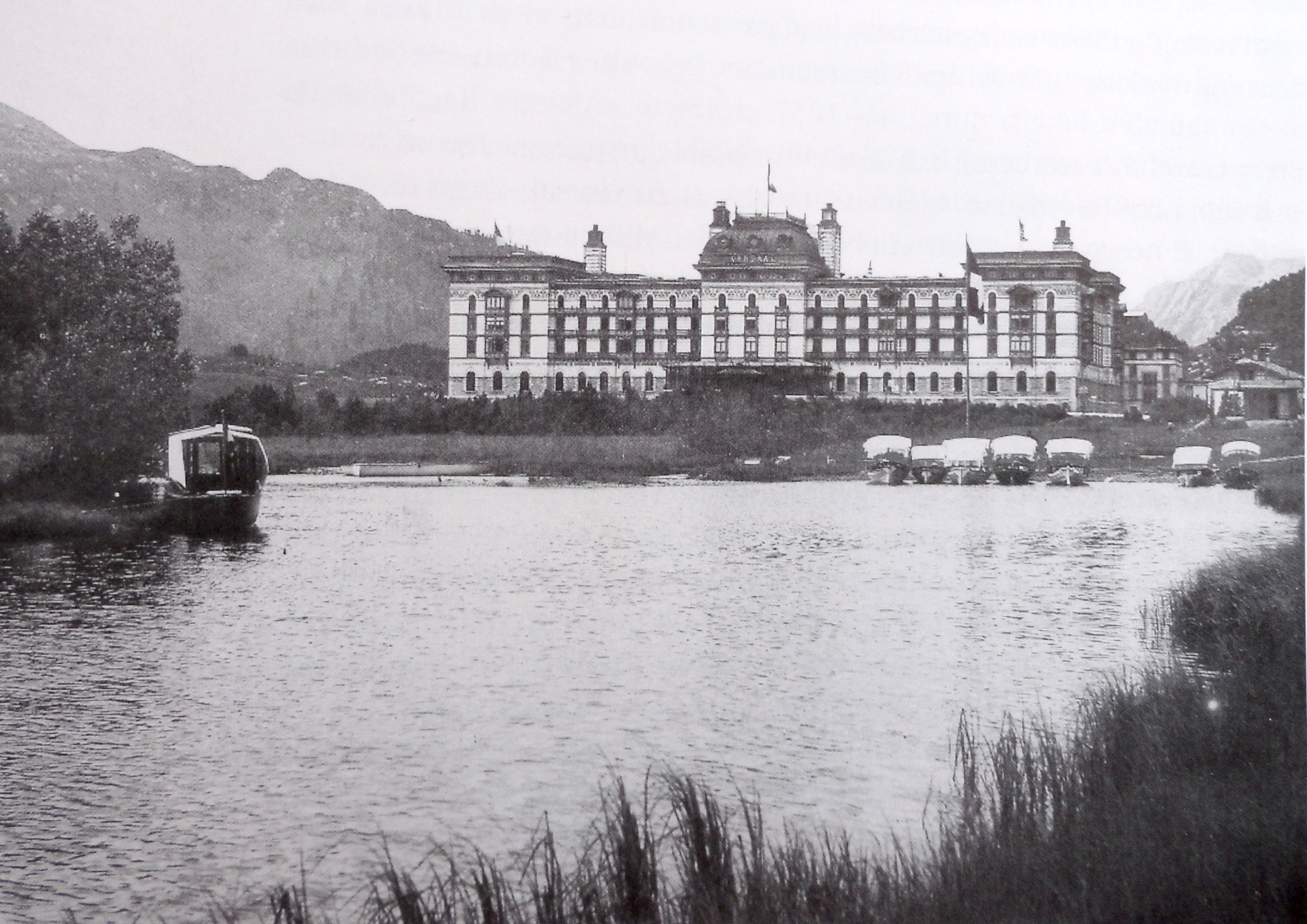
말로야 팰리스 1900년경
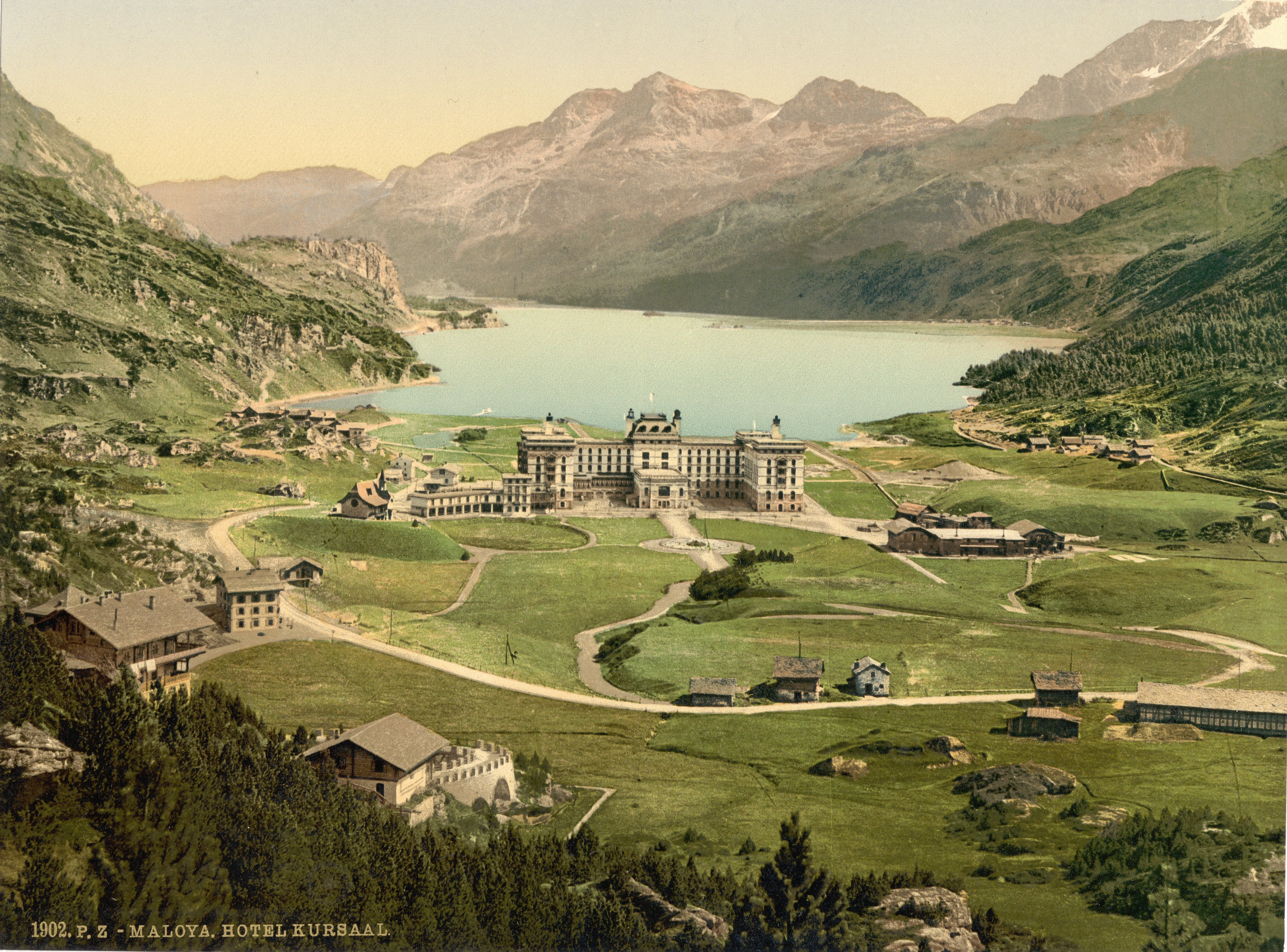
말로야 팰리스 쿠어살, 1900년경

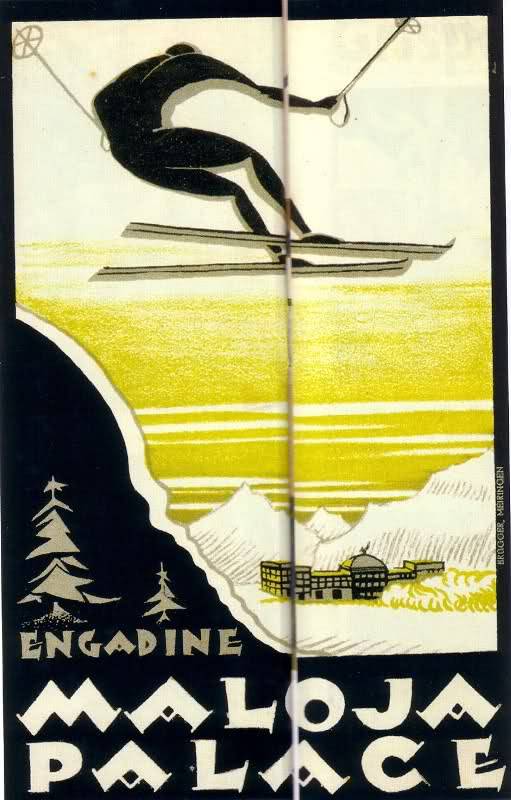
루가노 태그, 1920년경

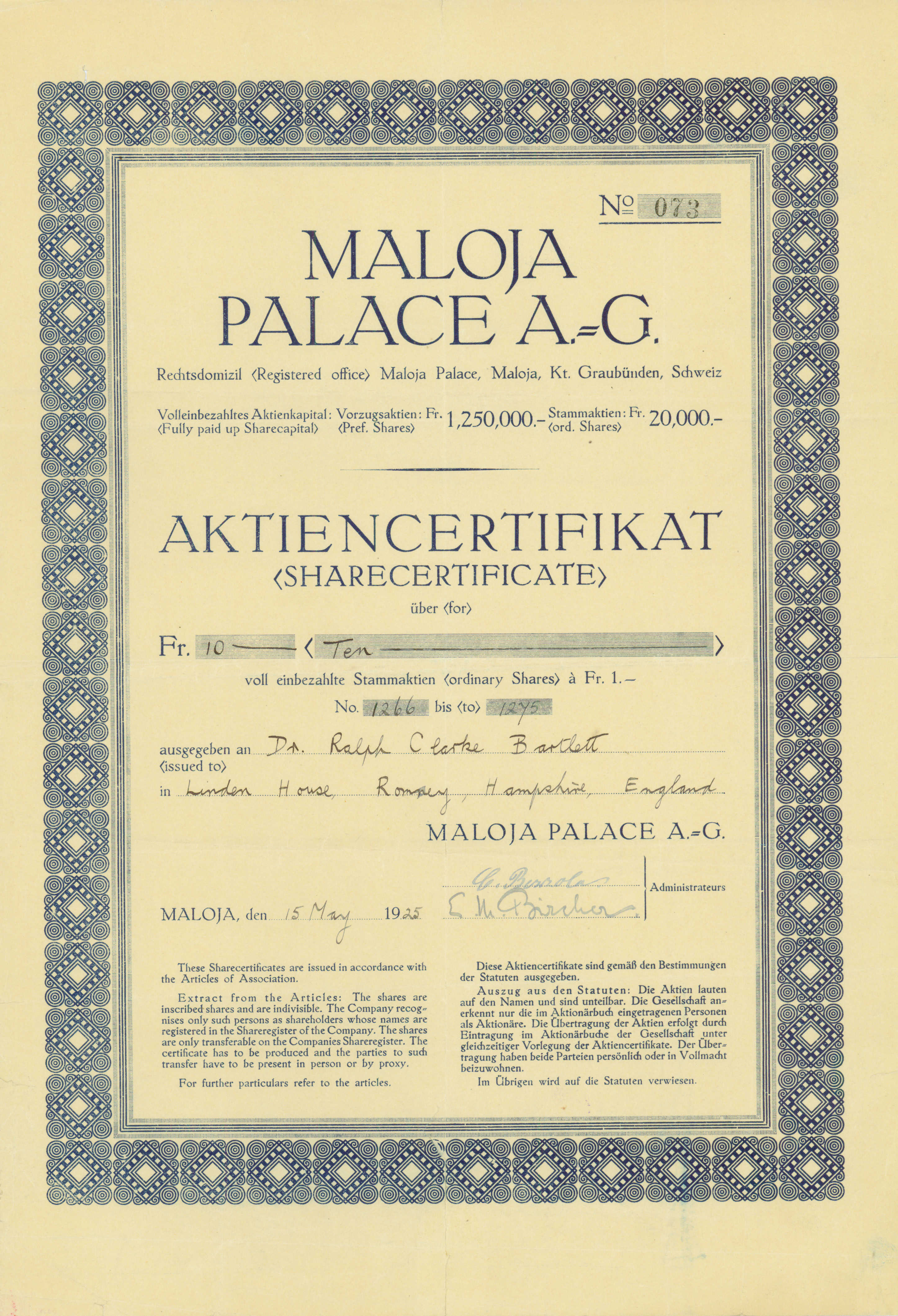
말로야 팰리스 AG의 주식증서, 1925년 5월 15일 발행

위기로 인해 문을 닫게 된 1934년까지 호텔은 이후 다양한 소유주와 함께 재개장했다. 이후 수십 년 동안 이 거대한 호텔은 그곳에서 재교육 과정을 개최한 스위스군에 편의를 제공했다. 건물은 중앙 쿠션 돔 지붕이 제거되어 매력을 잃었다.
1962년 현재 이 호텔은 홀리데이 호텔 말로야(Holiday Hotel Maloja AG)가 소유했으며, 이 호텔에서 벨기에 최대의 건강보험회사인 크리스찬 공제조합(Mutualités chrétiennes)이 과반수 지분을 보유하고 있다. 호텔 단지를 운영 회사 Intersoc에 임대하여 보험사가 1949년부터 운영해 온 저렴한 스위스 휴가의 연속성을 보장했다. 이를 통해 여름과 겨울 모두 (종종 경제적으로 어려운) 회원과 가족에게 산악 생활과 하이킹의 즐거움에 처음으로 노출되는 경험을 제공했다.
그러나 1980년대에는 막사 스타일의 복합 단지가 변화하는 숙박 수요에 점점 더 불리해지면서 예약이 꾸준히 감소했다. 브뤼셀과 쿠어 간 야간열차 운행 중단도 또 다른 요인이었다. 이전의 다른 소유자와 마찬가지로 크리스찬 공제조합은 높은 수리 비용으로 인해 수지를 맞추기가 거의 어렵다는 것을 알게 되었다.
2006년 1월 이탈리아 기업가인 아메데오 클라바리노(Amedeo Clavarino)가 말로야 팰리스를 매입하여 광범위한 개조 작업을 거쳐 2009년에 50개의 스위트룸과 130개의 객실, 웰니스 센터, 연회장 및 700명을 수용할 수 있는 식당을 갖춘 4성급 호텔로 다시 문을 열었다. 재개관의 일환으로 개관 125주년을 맞아 생모리츠 여름 오페라 페스티벌의 일환으로 호텔 로비에서 세비야의 이발사(조아키노 로시니) 공연이 열렸다.
매년 겨울, 3월 둘째 주 일요일에 매년 11,000~13,000명의 크로스컨트리 스키어가 찾는 알프스 최대의 스키 행사인 엥가딘 스키마라톤 대회가 호텔 입구에서 시작된다.
“말로야 팰리스”라는 타이포그래피 글꼴은 브뤼커 AG – 마이링엔이 서명한 1930년대 수하물 태그 디자인에 따라 닉 커티스(Nick Curtis)가 2003년에 만들었다.

## 미디어에서
- 건물에 대한 단편 영화 〈엔트치크〉(Endsieg)가 만들어졌다. 감독 니콜로 카스텔리 & 다니엘 카스파리스 촬영: 안드레아스 버클. RSI 스위스 국영 텔레비전과 공동 제작한 취리히 미술 대학에서 제작했다. 35mm / 12' / 스위스 / 2008.[6][7]

## 갤러리

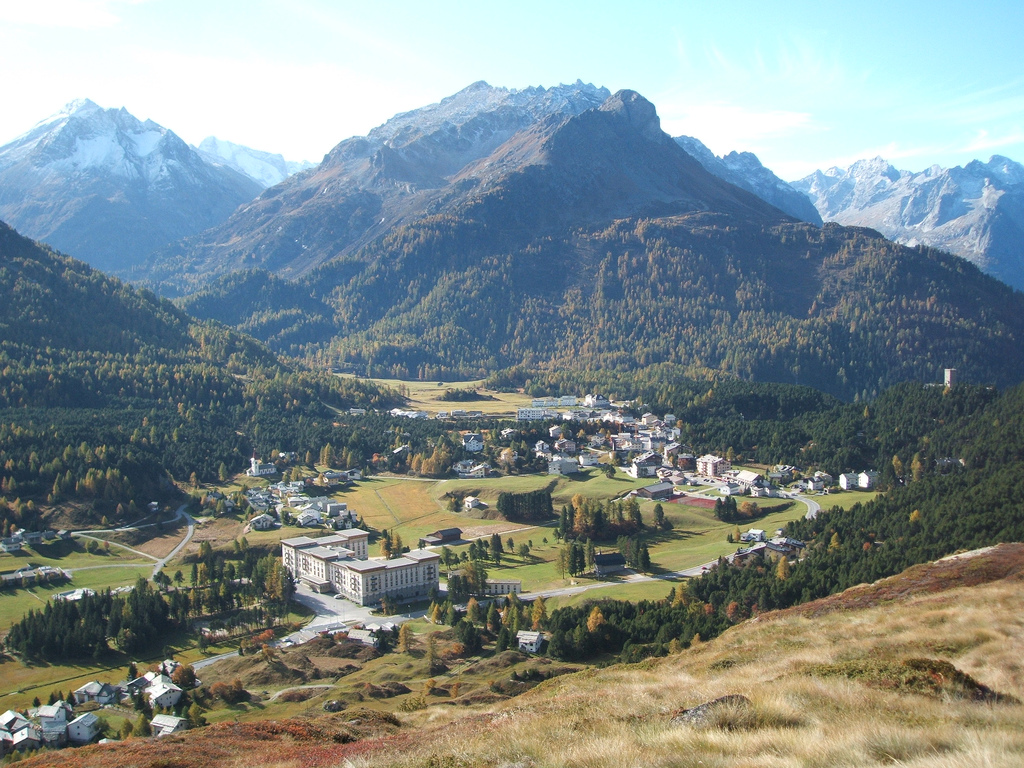
말로야 팰리스와 엥가딘 계곡